# Lengelsheim
Lengelsheim – miejscowość i gmina we Francji, w regionie Grand Est, w departamencie Mozela.
Według danych na rok 1990 gminę zamieszkiwało 226 osób, a gęstość zaludnienia wynosiła 43 osób/km² (wśród 2335 gmin Lotaryngii Lengelsheim plasuje się na 819. miejscu pod względem liczby ludności, natomiast pod względem powierzchni na miejscu 986.).